# Roger Verey
Roger Roland Verey, né le 14 mars 1912 à Lausanne, mort le 6 septembre 2000 à Cracovie, était un rameur polonais, médaillé olympique. Après la compétition, il fut entraîneur et juge d'aviron.

## Biographie
Il a grandi en France jusqu'à la mort de son père en 1929 où il s'installe à Cracovie.

## Palmarès

### Jeux olympiques
- 1936 à Berlin,  Reich allemand
  - , médaille de bronze en deux de couple

### Championnats d'Europe
- 1932 à Belgrade
  -  3e en deux de couple
- 1933 à Budapest
  -  1e en skiff
- 1934 à Lucerne
  -  2e en skiff
- 1935 à Berlin
  -  1e en skiff
  -  1e en deux de couple
- 1937 à Amsterdam
  -  3e en skiff
- 1938 à Milan
  -  2e en skiff

### Championnats de Pologne
- 1e en skiff en 1931, 1932, 1933, 1934, 1935, 1936, 1937, 1938, 1939, 1945, 1946, 1947, 1948 et 1949.
- 1e en deux de couple en 1932, 1935, 1936 et 1939 avec Jerzy Ustupski, puis en 1945, 1946, 1948 et 1949 avec Dezsõ Csaba.

## Honneurs et distinctions
Roger Verey est élu Sportif polonais de l'année en 1935.